# Saint-Léonard (Vosgos)
 Saint-Léonard  es una población y comuna francesa, en la región de Lorena, departamento de Vosgos, en el distrito de Saint-Dié-des-Vosges y cantón de Fraize.

## Demografía
| 990 | 1036 | 1190 | 1220 | 1210 | 1220 |
| Para los censos de 1962 a 1999 la población legal corresponde a la población sin duplicidades (Fuente: INSEE [Consultar]) |      |      |      |      |      |